# Brnelići
Brnelići su naselje u Hrvatskoj u općini Jelenju. Nalaze se u Primorsko-goranskoj županiji.

## Zemljopis
Nalazi se sjeverno od obale rijeke Rječine. Jugozapadno su Milaši, zapadno preko rijeke Trnovica, sjeverozapadno su Zoretići, jugoistočno Ratulje, Martinovo Selo, Lubarska i Jelenje. Južno preko rijeke su Baštijani.

## Stanovništvo
Prema popisu stanovništva 2011. godine, Brnelići su imali ukupno 85 stanovnika, od čega 46 muškog, a 39 ženskog spola.
| broj stanovnika | 160   | 145   | 139   | 150   | 173   | 174   | 179   | 226   | 78    | 91    | 110   | 103   | 74    | 62    | 83    | 85    | 78    |
|                 | 1857. | 1869. | 1880. | 1890. | 1900. | 1910. | 1921. | 1931. | 1948. | 1953. | 1961. | 1971. | 1981. | 1991. | 2001. | 2011. | 2021. |